# Toyota Manufacturing UK
Toyota Manufacturing UK es la operación de fabricación en el Reino Unido de Toyota, establecida en diciembre de 1989. La planta de fabricación de vehículos en Burnaston, Derbyshire, ensambla coches.  El primer coche que salió de la cadena de producción fue un Carina el 16 de diciembre de 1992.  Desde entonces la producción ha incluido los modelos Avensis, Corolla y Auris.  Una fábrica de motores está situada en Deeside, Gales del Norte. A agosto de 2014 las dos fábricas emplean a 3.800 personas.
Los procesos en Burnaston incluyen la estampación (prensar paneles de rollos de acero), la soldadura, la pintura, los moldeados de plástico (parachoques y paneles de instrumentos/salpicaderos) y el ensamblaje y en Deeside el mecanizado, el ensamblaje y la fundición de aluminio.
El 26 de febrero de 2007, el ministro de hacienda Gordon Brown visitó la instalación de Burnaston para celebrar el lanzamiento oficial del Auris en el Reino Unido y TMUK utilizó la ocasión para anunciar una inversión de 100 millones de £ en su fábrica de Deeside para desarrollar un motor de gasolina para el Auris. Los informes iniciales sobre el motor lo dieron por un híbrido y se espera que sea usado como parte de un sistema Hybrid Synergy Drive.
A su máxima velocidad, un coche puede salir del final de la cadena de producción aproximadamente cada 60 segundos.
Toyota Manufacturing UK, en colaboración con Rapid Electronics, organiza el Toyota Technology Challenge, una competición nacional de ingeniería y 
tecnología dirigida a escuelas de secundaria en el Reino Unido.

## Coches hechos en Toyota Manufacturing UK
- Toyota Carina E (1992-1998)

- Toyota Avensis (1997-2018)

- Toyota Auris (2006-presente)

- Toyota Auris Hybrid (2010-presente)

- Toyota Corolla (2002-2007)